# Українська асоціація скрапленого газу
Українська асоціація скрапленого газу — українське об'єднання підприємств енергетичної галузі, які спеціалізуються на роботі зі зрідженим природним газом.

## Історія
Асоціація заснована у 2007 році національними операторами ринку скрапленого газу ПП «Надежда» і ЧПХП «Автотранс». Один з лідерів ринку пропан-бутану в Україні. Член Європейської (AEGPL) та Світової (WLPGA) асоціацій скрапленого газу.

## Учасники[2]
- Постійні учасники
  - ПП «Надежда» (Полтава)
  - ЧПХП «Автотранс» (Полтава)
- Асоційовані учасники на тимчасових умовах
  - Компанія «WOG» (Луцьк)
  - ТОВ «Пропан-Сервіс» (Київ)
  - ТОВ  «Сігма Груп інжиніринг» (Київ)
  - ТОВ «Захід Еко Топ» (Харків)
  - ТОВ «Юкан»
  - ТОВ «Сервіспромгаз» (Київ)
  - Компанія «Паралель»
  - ПАТ «Укргазвидобування»
  - НВК «Шельф»
  - ТОВ «LPG Progress»
  - ТОВ «УкрАвтономГаз»
- Учасники окремих проектів
  - ТОВ «УкрНДІІнжПроект»
  - Консалтингова компанія «Закон і Бізнес»
  - Державна служба статистики України
  - Компанія «КЛО»
  - Компанія «ОККО»